# Къхонг
О транскрипции, используемой в этой статье, см. Койсанские языки
Къхонг (та, ǃXóõ, Taa ǂaan, Tâa ǂâã) — группа койсанских языков (точнее, диалектный континуум из большого количества диалектов, соседние из которых более или менее взаимопонятны), распространённых в Ботсване и Намибии. Часто рассматриваются как единый язык.
Эти языки известны, в первую очередь, благодаря обширному набору щёлкающих согласных, однако обнаруживают и другие любопытные черты, например, в согласовательной системе.

## Состав
Большое количество диалектов къхонг можно разделить как минимум на два языка: западный и восточный къхонг. Ниже приводится (возможно неполный) список диалектов:
Западный къхонг
- цънулъен
- цънумде
- цънамани
- пъа
- лъгви
- къама
- къоджу
- унка
- лъоалъей

Восточный къхонг
- оква-къхо
- гау
- чъа
- чъгее
- (западный) чъуан — не следует путать с языком (восточный) чъоан
- тьоро
- лънах
- часи
- какия (†)

Некоторые из диалектов, относимых к къхонг, в действительности принадлежат другим языкам (так, цъауни — диалект нцъу).

## Ареал
В Ботсване языки къхонг распространены на юге пустыни Калахари: юг округа Ганзи, север округа Кгалагади, запад Южного округа и округа Квененг. В Намибии они представлены на юго-востоке региона Омахеке и на северо-востоке региона Хардап — в основном, в районе заповедника Аминуйс.

## Фонология

### Согласные
Для консонантизма языков къхонг характерно обилие щёлкающих звуков: по некоторым подсчётам (П. Ладефогед), их больше 80 — правда, речь идёт лишь о звукотипах; вопрос фонологического анализа многих из них как стечений согласных до конца не решён. Кроме того, отличительной чертой консонантизма къхонг является наличие так называемых «пред-озвонченных» шумных согласных, то есть таких, в которых голосовые связки продолжают вибрировать некоторое время и в ходе фазы смычки (при том что для языков мира, в целом, характерно скорее полное оглушение первого согласного в сочетаниях «звонкий + глухой», то есть полная ассимиляция по глухости). Фонологически эти типы также, вероятно, описываются как стечения согласных. Тем не менее, гоморганные сочетания такого типа представлены в следующей таблице:
| Нещёлкающие согласные | Нещёлкающие согласные     | Губные | Зубные | Альвеолярные | Палатальные | Велярные | Увулярные  | Глоттальные |
| --------------------- | ------------------------- | ------ | ------ | ------------ | ----------- | -------- | ---------- | ----------- |
| Смычные               | Звонкие                   | b ~ v  | d      | dz           |             | g        | ɢ ~ ɴɢ     |             |
| Смычные               | Глухие (непридыхательные) |        | t      | ts           |             | k        | q          | ʔ           |
| Смычные               | Глухие придыхательные     |        | tʰ     | tsʰ          |             | kʰ       | qʰ         |             |
| Смычные               | Абруптивы                 |        |        | ts’          |             | kx’      | (q’)       |             |
| Смычные               | Придыхательные стечения   |        | dtʰ    | dtsʰ         |             |          | ɢqʰ ~ ɴɢqʰ |             |
| Смычные               | Абруптивные стечения      |        |        | dts’         |             | gkx’     |            |             |
| Щелевые               | Глухие                    |        |        | s            |             | x        |            |             |
| Носовые               | звонкие                   | m      |        | n            | ɲ           | (ŋ)      |            |             |
| Носовые               | Глоттализованные          | m’     |        | n’           |             |          |            |             |
| Прочие                | Прочие                    |        | (l)    |              | dʲ ~ j      |          |            |             |

Палатальный носовой [ɲ] встречается только между гласными, а велярный [ŋ] (по крайней мере, в некоторых диалектах) — только в конце слова; вероятно, их можно анализировать как аллофоны.
В таблице не представлены следующие (негоморганные) стечения: [tx, dtx, tsx, dtsx, tkx’, dtkx’, ts’kx’, dts’kx’].
Что касается системы щёлкающих звуков, то она складывается из сочетания пяти типов основы и 17 разных исходов (о значении этих терминов см. Щёлкающие звуки). В языках къхонг щёлкающие согласные являются вполне обычными, а в начале слова встречаются даже чаще, чем нещёлкающие.
| Аффрицированные (менее шумные) клики | Аффрицированные (менее шумные) клики | Аффрицированные (менее шумные) клики | «Острые» (шумные) клики | «Острые» (шумные) клики | Описание исхода |
| Губные                               | Зубные                               | Латеральные                          | Постальвеолярные        | Палатальные             | Описание исхода |
| ------------------------------------ | ------------------------------------ | ------------------------------------ | ----------------------- | ----------------------- | --- |
| kʘ                                   | kǀ                                   | kǁ                                   | k!                      | kǂ                      | Глухой непридыхательный (k)                                                                                            |
| qʘ                                   | qǀ                                   | qǁ                                   | q!                      | qǂ                      | Глухой непридыхательный увулярный (q)                                                                                  |
| ŋ̊ʘ                                   | ŋ̊ǀ                                   | ŋ̊ǁ                                   | ŋ̊!                      | ŋ̊ǂ                      | Глухой носовой (ŋ̊) |
| gʘ                                   | gǀ                                   | gǁ                                   | g!                      | gǂ                      | Звонкий (g) |
| ɢʘ                                   | ɢǀ                                   | ɢǁ                                   | ɢ!                      | ɢǂ                      | (Преназализованный) звонкий увулярный (ɢ, ɴɢ)                                                                          |
| ŋʘ                                   | ŋǀ                                   | ŋǁ                                   | ŋ!                      | ŋǂ                      | Звонкий носовой (ŋ) |
| kʘʰ                                  | kǀʰ                                  | kǁʰ                                  | k!ʰ                     | kǂʰ                     | Придыхательный (kʰ) |
| ŋ̊ʘʰ                                  | ŋ̊ǀʰ                                  | ŋ̊ǁʰ                                  | ŋ̊!ʰ                     | ŋ̊ǂʰ                     | Ингрессивный глухой носовой с отложенным придыханием (↓ŋ̊ʰ)                                                             |
| kʘˣ                                  | kǀˣ                                  | kǁˣ                                  | k!ˣ                     | kǂˣ                     | Глухой аффрицированный (kˣ)                                                                                            |
| ʔŋʘ                                  | ʔŋǀ                                  | ʔŋǁ                                  | ʔŋ!                     | ʔŋǂ                     | Преглоттализованный носовой (ʔŋ)                                                                                       |
| qʘ’                                  | qǀ’                                  | qǁ’                                  | q!’                     | qǂ’                     | Увулярный эйективный (q’)                                                                                              |
| kʘˀ                                  | kǀˀ                                  | kǁˀ                                  | k!ˀ                     | kǂˀ                     | Глоттализованный (k͡ʔ)                                                                                                  |
| gʘx                                  | gǀx                                  | gǁx                                  | g!x                     | gǂx                     | Звонкий велярный смычный + глухой велярный щелевой (gx, gkx)                                                           |
| kʘ’q’                                | kǀ’q’                                | kǁ’q’                                | k!’q’                   | kǂ’q’                   | Велярный эйективный + увулярный эйективный (k’q’, в диалектах kx’)                                                     |
| gʘq’                                 | gǀq’                                 | gǁq’                                 | g!q’                    | gǂq’                    | Звонкий велярный смычный + увулярный эйективный (gq’, в диалектах gkx’)                                                |
| gʘh                                  | gǀh                                  | gǁh                                  | g!h                     | ɢǂh                     | Звонкий велярный смычный придыхательный (gh, gkʰ)                                                                      |
|                                      | ɢǀh                                  |                                      | ɢ!h                     | ɢǂh                     | Звонкий (преназализованый) увулярный смычный + придыхание, велярный фрикативный или увулярный дрожащий (ɴɢh, ɴɢx, ɴɢʀ) |

Ладефогед анализирует первые десять рядов исходов (до ʔŋ!) как единичные фонемы, а следующие семь — как стечения согласных. При таком способе подсчёта в къхонг имеется 50 кликов. Тем не менее, серии с «двойными» абруптивными исходами наподобие k!’q’ рассматриваются как стечения двух согласных, а не трёх, а это значит, что увулярные абруптивные клики наподобие q!’, вероятно, также можно рассматривать как единые сегменты. Кроме того, глоттализованные глухие щёлкающие наподобие [k!ˀ] в других койсанских языках обычно рассматриваются как единые сегменты.

### Гласные
В языках къхонг пять основных гласных: [a e i o u], каждый из которых может быть к тому же шёпотным или глоттализованным. [a o u] могут быть также одновременно шёпотными и глоттализованными; кроме того, эти гласные могут быть фарингализованными. Наконец, [a u] могут быть одновременно фарингализованными и глоттализованными; итого в языках къхонг имеется 26 гласных без учёта долготы.
Все обычные гласные могут быть назализованными, однако назализованные гласные могут образовывать своеобразные «дифтонги» с гласными других фонаций; в некоторых диалектах такие последовательности реализуются как сочетание соответствующего гласного с [ŋ] (так, название языка къхонг в таком диалекте будет выглядеть как [k!xoŋ]).
Кроме того, в къхонг различаются четыре тона: три уровневых (высокий (á), средний (ā), низкий (à)) и один контурный (нисходящий (å)).

## Грамматика
Основной порядок слов в къхонг — SVO. Определение (сюда входят генитивные имена, прилагательные, относительные предложения) следует за определяемым, используются предлоги (иными словами, къхонг — язык правого ветвления). Редупликация используется для образования каузативов.
В языках къхонг пять именных согласовательных классов, кодирующих различия в роде и числе (эта система несколько похожа на систему в языках банту). Соотносимость различных классов указана в таблице:
| Единственное число | Множественное число                      |
| 1                  | 1, 2a                                    |
| 2a                 | 2a                                       |
| 2b                 | 2b                                       |
| 3                  | 2b, 3, 4                                 |
| 5                  | в этот класс не входит конкретных лексем |

Принадлежность слов к определённому классу указывается с помощью специальных согласовательных элементов (Т. Гюльдеманн условно называет их клитиками); кроме того, класс контролирует согласование: так, например, в къхонг есть согласование глагола с прямым объектом со следующими показателями:
| Класс | Показатель |
| 1     | ì          |
| 2a    | ã̀          |
| 2b    | ã́          |
| 3     | é          |
| 4     | ù          |
| 5     | ǹ          |

Кроме того, возможно согласование не только с тем существительным, к которому относится данный элемент, но и с линейно наиболее близким.